# كالفين د. جونسون
كالفين د. جونسون (بالإنجليزية: Calvin D. Johnson)‏ هو سياسي أمريكي، ولد في 22 نوفمبر 1898 في فوردسفيل في الولايات المتحدة، وتوفي في 13 أكتوبر 1985 في بلفيل في الولايات المتحدة. حزبياً، نشط في الحزب الجمهوري. وقد انتخب عضو مجلس نواب إلينوي وانتخب عضو مجلس النواب الأمريكي.